# Robotech: The Macross Saga (jeu vidéo)
Robotech: The Macross Saga est un jeu vidéo de type shoot 'em up développé par Lucky Chicken Games et édité par TDK Mediactive, sorti en 2002 sur Game Boy Advance.
Il est basé sur l'anime The Super Dimension Fortress Macross (Robotech: The Macross Saga dans les pays anglophones).

## Accueil
- IGN : 5/10[1]
- Jeuxvideo.com : 5/20[2]